# Thor Braun
 (octobre 2018).
Si vous disposez d'ouvrages ou d'articles de référence ou si vous connaissez des sites web de qualité traitant du thème abordé ici, merci de compléter l'article en donnant les références utiles à sa vérifiabilité et en les liant à la section « Notes et références ».
Pour les articles homonymes, voir Braun.
Thor Braun, né le 12 février 1999 aux Pays-Bas,, est un acteur néerlandais.

## Filmographie
- 2010 : The Magicians de Joram Lürsen : Ben Stikker[3]
- 2011 : All Stars 2: Old Stars (nl) : Rikkie van Buren
- 2012 : Sweet Love de Albert Jan van Rees : Robin[4]
- 2014 : Rabarber (nl) de Mark de Cloe : Siem[5]
- 2014 : Welkom bij de Romeinen (nl) : Romulus Augustulus, le garçon romain
- 2015 : The Little Gangster (nl) de Arne Toonen : Rikkie[6]
- 2015 : Tessa : René
- 2017 : Sirene de Zara Dwinger : Kay[7]
- 2017 : De 12 van Oldenheim (nl) : Gerben Veldhoven
- 2019 : Little Criminals : Vincent
- 2019 : The Promise of Pisa (en) : IJsbrand Versluys

## Vie privée
C'est le fils de l'actrice Maike Maijer.